# اینلیجه (سینجیک)
اینلیجه (انگلیسی: İnlice) (به کردی: Geller) 
(به زازاکی: Arnot) (به ارمنی: Առնաուտքյոյ) یک منطقه مسکونی در ترکیه است که در استان آدیامان و در ناحیه سینجیک واقع شده است.